# Weingut Werlé Erben
Das Weingut Werlé Erben – alternativ Hof der Freiherren Wambolt von Umstadt oder Forster Schlössel genannt – ist ein Bauwerk in Forst an der Weinstraße. Es steht unter Denkmalschutz. 

## Lage
Das Weingut liegt inmitten des Forster Siedlungsgebiets an der Deutschen Weinstraße.

## Geschichte
Seit Anfang des 19. Jahrhunderts ist das Bauwerk in Besitz der Familie Werlé, die daraufhin dort ein Weingut einrichtete, das zu den selbst vermarktenden Weinerzeugern des Ortes gehört. Letzteres bewirtschaftet unter anderem die Weinlagen Forster Kirchenstück und Forster Ungeheuer.

## Ensemble
Beim Gebäudeensemble handelt es sich um den ehemaligen Hof der Freiherren Wambolt von Umstadt. Das Haus mit der Nummer 84 ist das sogenannte „Alte Schlössel“. Es stellt einen repräsentativen Renaissancebau aus dem späten 16. oder dem frühen 17. Jahrhundert dar. 1759 erfolgte ein Umbau, der unter anderem die Errichtung eines Krüppelwalmmansarddachs und die Aufstockung des Treppenturms beinhaltete. 
Beim zweiten Wohnhaus handelt es sich um einen spätbarocken Mansarddachbau, der mutmaßlich aus dem fortgeschrittenen 18. Jahrhundert stammt. Das Hoftor ist mit der Jahreszahl 1886 bezeichnet und das Wirtschaftsgebäude mit den Jahreszahlen 1844 sowie 1847.